# Charles Mutin

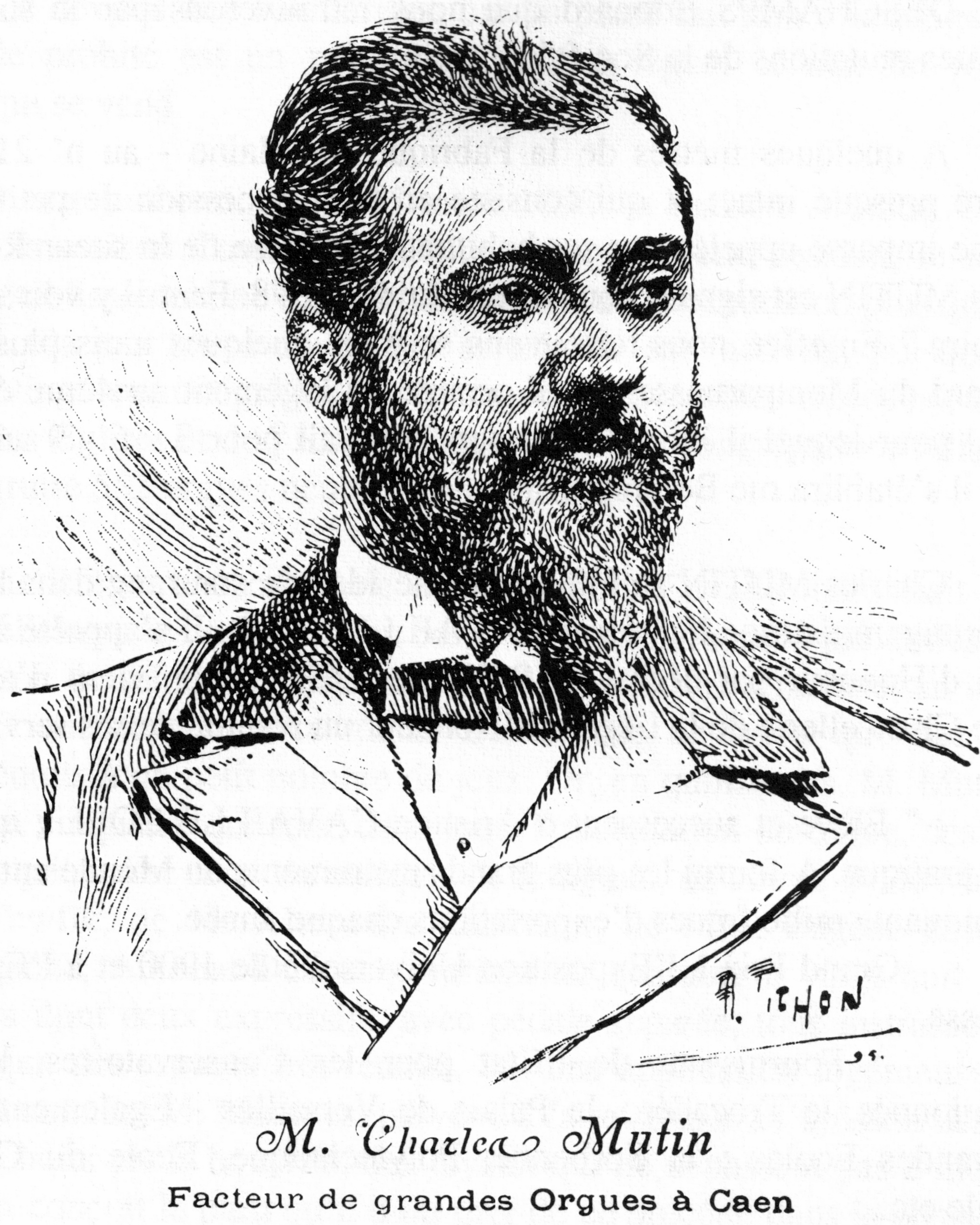
Charles Mutin, Frans orgelbouwer, afgebeeld in Le Monde Musical, 30 januari 1895

Charles Mutin (Saint-Julien-sur-Suran, 7 april 1861 – Parijs, 29 mei 1931) was een Franse orgelbouwer en opvolger van Aristide Cavaillé-Coll als hoofd van het orgelbouwbedrijf met dezelfde naam.

## Leven
Mutin werd als zoon van herbergier Claude-François Mutin en Ernestine Ligier in 1861 in Saint-Julien-sur-Suran geboren. Nadat in 1868 zijn vader overleden was, groeide Mutin op bij zijn moeder. In 1870 moest het gezin om financiële redenen naar Parijs verhuizen. Hij ging naar de katholieke jongenskostschool van Meaux en stond bekend om zijn uitstekende prestaties van het Latijn. In 1875 werd hij op verzoek van zijn moeder naar Aristide Cavaillé-Coll gestuurd. Hij werd daar toegewezen aan de intonator Joseph Koenig (1846-1926), die op 20 mei 1882 met Mutins oudste zuster, Ernestine, trouwde.
In 1882 werd Mutin opgeroepen voor 5-jarige militaire dienst, waarna hij Eugénie Crespin (1870-1953), een rijke erfgename van een aannemer, ontmoette en op 23 januari 1888 met haar huwde. Het echtpaar vestigde zich in Falaise, waar Mutin zijn eerste orgelbouwers werkplaats begon. Tien jaar later verhuisde hij naar Guibray en kocht het bedrijf A. Cavaillé-Coll Fils & Cie, dat op de rand van een faillissement verkeerde. De voormalige eigenaar, Aristide Cavaillé-Coll, stierf kort daarna. Het bedrijf werd daarna omgedoopt tot Mutin-Cavaillé-Coll. Mutin's eerste belangrijke orgel was een concertorgel voor het Conservatorium van Moskou, dat op de 1900 Wereldtentoonstelling werd gepresenteerd.
Mutin was een goede vriend van de organist Louis Vierne, die hem zijn in 1902 gecomponeerde Tweede Symfonie opdroeg. Naderhand begon Mutin echter een affaire met Viernes vrouw Arlette, een dochter van operazangeres Émile-Alexandre Taskin. De vriendschap tussen Arlette en Mutin werd zo hecht, dat Vierne in 1909 van zijn vrouw scheidde.
In 1924 verving Auguste Convers Mutin als leider van het bedrijf; Convers kon zich echter pas in 1928 bedrijfsleider noemen, omdat daarvoor de door hem geleverde orgels met elektrische tractuur, slechts zelden aan de eisen van de klant konden voldoen; het bedrijf werd omgezet in een naamloze vennootschap. Mutin stierf kort daarna op 29 mei 1931 aan een coloncarcinoom. Het bedrijf van Cavaillé-Coll onderging ongeveer tien jaar later, in het midden van de Tweede Wereldoorlog, een fusie met Pleyel en ging verder onder de firmanaam Pleyel-Cavaillé-Coll.
Mutin bouwde in totaal 552 nieuwe orgels en verrichtte 251 reparaties en restauraties.

## Enkele werken van Mutin
- Katholieke parochiekerk van Sankt Martin in Königsfeld-Neuhausen (nieuwbouw, 1892)
- Notre-Dame in Metz (nieuwbouw, 1903)[1]
- Conservatorium van Moskou (nieuwbouw, 1900)
- Schola Cantorum de Paris (nieuwbouw, 1902)
- Iglesia del Sagrado Corazón de Jesús in Cordoba (Argentinië) (nieuwbouw, 1906)[2]
- Kathedraal van Nouméa (Nieuw-Caledonië)(nieuwbouw, 1908)
- Notre-Dame d'Afrique in Algiers (nieuwbouw, 1911)
- Kapel van het Missiehuis van de paters Lazaristen in Panningen (nieuwbouw, 1912)(Mutin-orgel (Panningen))
- Basilique du Sacré-Cœur in Parijs (restauratie, 1914)
- Katholieke parochiekerk van Saint-Martin in Wihr-au-Val (nieuwbouw, 1918)[3]
- l'Eglise-Collégiale St. Pierre in Douai (nieuwbouw, 1922)